# Gran Premi de Suècia de Motocròs 500cc
|  | Per a altres significats, vegeu «Gran Premi de Suècia de Motocròs». |

El Gran Premi de Suècia de Motocròs en la cilindrada de 500cc (en suec, Sveriges Grand Prix i Motocross 500cc), abreujat GP de Suècia de 500cc, fou una prova internacional de motocròs que es va celebrar anualment a Suècia entre el 1952 i el 2003, és a dir, des de la primera edició del Campionat d'Europa fins al final del Campionat del Món d'aquesta cilindrada (el 2004, la històrica categoria de 500cc fou reconvertida a la ja desapareguda MX3). Anomenat inicialment només "Gran Premi de Suècia de Motocròs", no fou fins a la segona edició de la Copa d'Europa de 250cc, el 1958, quan se'l va començar a conèixer amb l'afegitó de la cilindrada ("Gran Premi de Suècia de Motocròs de 500cc") per tal de diferenciar-lo del Gran Premi de Suècia de Motocròs de 250cc, amb el qual convisqué des d'aleshores en circuits i dates separats.
Després de les sis edicions inicials, totes elles a Saxtorp, el Gran Premi inicià una etapa de rotació geogràfica per tot Suècia i, al llarg dels anys, s'arribà a disputar en un total de 15 nous escenaris diferents. Els que més es varen repetir varen ser Uddevalla, amb un total de 7 edicions, i Saxtorp i Vasteras, amb 8 edicions cadascun. També la data de celebració en va anar variant, per bé que la més habitual va ser al mes de maig.

## Edicions
| Població                  | Comtat          | Província     | Regió    | Data usual      | De   | A    | Edicions |
| ------------------------- | --------------- | ------------- | -------- | --------------- | ---- | ---- | -------- |
| Barkarby (Järfälla)       | Estocolm        | Uppland       | Svealand | Al maig         | 1982 | 1982 | 1        |
| Edsbyn (Ovanåker)         | Gävleborg       | Hälsingland   | Norrland | Al maig         | 1977 | 1977 | 1        |
| Hedemora                  | Dalarna         | Dalarna       | Svealand | Al maig         | 1966 | 1967 | 2        |
| Huskvarna (Jönköping)     | Jönköping       | Småland       | Götaland | Al maig         | 1971 | 1989 | 3        |
| Knutstorp (Svalöv)        | Escània         | Escània       | Götaland | Al maig         | 1960 | 1965 | 3        |
| Kristianstad              | Escània         | Escània       | Götaland | Al maig         | 1987 | 1987 | 1        |
| Motala                    | Östergötland    | Östergötland  | Götaland | Al maig         | 1968 | 1969 | 2        |
| Saxtorp (Landskrona)      | Escània         | Escània       | Götaland | A l'agost       | 1952 | 1996 | 8        |
| Skånecrossbanan (Svedala) | Escània         | Escània       | Götaland | Al maig         | 1984 | 1984 | 1        |
| Stenungsund               | Västra Götaland | Västergötland | Götaland | Al maig         | 1983 | 1983 | 1        |
| Sturupsbanan (Svedala)    | Escània         | Escània       | Götaland | Al maig         | 1988 | 1988 | 1        |
| Tibro                     | Västra Götaland | Västergötland | Götaland | Al juny         | 2000 | 2000 | 1        |
| Uddevalla                 | Västra Götaland | Västergötland | Götaland | Al juliol-agost | 1958 | 2003 | 7        |
| Västerås                  | Västmanland     | Västmanland   | Svealand | Al maig         | 1970 | 1998 | 8        |
| Vimmerby                  | Kalmar          | Småland       | Götaland | Al maig         | 1964 | 1986 | 2        |
| Vissefjärda (Emmaboda)    | Kalmar          | Småland       | Götaland | Al maig         | 1980 | 1991 | 2        |
| Total                     | 16              |               |          |                 |      |      | 44       |

Notes
1. ↑  Entre parèntesis, el municipi al qual pertany si no és homònim.
2. ↑  Circuit dins la població de Kågeröd.
3. 1 2  Circuit dins la població de Svedala, inaugurat amb el nom de Sturupsbanan, més tard anomenat Skånecrossbanan i actualment, Sturup Raceway.

## Palmarès
Font:
| Edició  | Any  | Lloc                     | Data            | Guanyador           | Guanyador       |
| ------- | ---- | ------------------------ | --------------- | ------------------- | --------------- |
| I       | 1952 | Saxtorp                  | 23-24 d'agost   | John Avery          | BSA             |
| II      | 1953 | Saxtorp                  | 29-30 d'agost   | René Baeten         | Saroléa         |
| III     | 1954 | Saxtorp                  | 21-22 d'agost   | Bill Nilsson        | BSA             |
| IV      | 1955 | Saxtorp                  | 20-21 d'agost   | John Draper         | BSA             |
| V       | 1956 | Saxtorp                  | 18-19 d'agost   | Bill Nilsson        | BSA             |
| VI      | 1957 | Saxtorp                  | 1-2 de juny     | Bill Nilsson        | Crescent-AJS    |
| VII     | 1958 | Uddevalla                | 16-17 d'agost   | Sten Lundin         | Monark          |
| VIII    | 1959 | Saxtorp                  | 22-23 d'agost   | Bill Nilsson        | Crescent-AJS 7R |
| IX      | 1960 | Knutstorp                | 21-22 de maig   | Bill Nilsson        | Husqvarna       |
| X       | 1961 | Uddevalla                | 19-20 d'agost   | Bill Nilsson        | Husqvarna       |
| XI      | 1962 | Knutstorp                | 18-19 d'agost   | Jeff Smith          | BSA             |
|         | 1963 | No es disputà            | No es disputà   | No es disputà       | No es disputà   |
| XII     | 1964 | Vimmerby                 | 16-17 de maig   | Rolf Tibblin        | Hedlund         |
| XIII    | 1965 | Knutstorp                | 29-30 de maig   | Jeff Smith          | BSA             |
| XIV     | 1966 | Hedemora                 | 14-15 de maig   | Jan Johansson       | Lindström       |
| XV      | 1967 | Hedemora                 | 14-15 de maig   | Dave Bickers        | ČZ              |
| XVI     | 1968 | Motala                   | 18-19 de maig   | Åke Jonsson         | Husqvarna       |
| XVII    | 1969 | Motala                   | 10-11 de maig   | Arne Kring          | Husqvarna       |
| XVIII   | 1970 | Västerås                 | 30-31 de maig   | Christer Hammargren | Husqvarna       |
| XIX     | 1971 | Huskvarna                | 15-16 de maig   | Roger De Coster     | Suzuki          |
| XX      | 1972 | Västerås                 | 13-14 de maig   | Roger De Coster     | Suzuki          |
|         |      | 1973-1975: No es disputà |                 |                     |                 |
| XXI     | 1976 | Västerås                 | 15-16 de maig   | Roger De Coster     | Suzuki          |
| XXII    | 1977 | Edsbyn                   | 14-15 de maig   | Heikki Mikkola      | Yamaha          |
| XXIII   | 1978 | Västerås                 | 27-28 de maig   | Roger De Coster     | Suzuki          |
| XXIV    | 1979 | Huskvarna                | 12-13 de maig   | Gerrit Wolsink      | Suzuki          |
| XXV     | 1980 | Vissefjärda              | 10-11 de maig   | Håkan Carlqvist     | Yamaha          |
| XXVI    | 1981 | Västerås                 | 23-24 de maig   | Graham Noyce        | Honda           |
| XXVII   | 1982 | Barkarby                 | 8-9 de maig     | Graham Noyce        | Honda           |
| XXVIII  | 1983 | Stenungsund              | 28-29 de maig   | Håkan Carlqvist     | Yamaha          |
| XXIX    | 1984 | Skånecrossbanan          | 19-20 de maig   | Dave Thorpe         | Honda           |
| XXX     | 1985 | Västerås                 | 4-5 de maig     | Eric Geboers        | Honda           |
| XXXI    | 1986 | Vimmerby                 | 3-4 de maig     | Kees Van Der Ven    | KTM             |
| XXXII   | 1987 | Kristianstad             | 16-17 de maig   | Jacky Martens       | KTM             |
| XXXIII  | 1988 | Sturupsbanan             | 7-8 de maig     | Jacky Vimond        | Yamaha          |
| XXXIV   | 1989 | Huskvarna                | 3-4 de juny     | Kees van der Ven    | KTM             |
|         | 1990 | No es disputà            | No es disputà   | No es disputà       | No es disputà   |
| XXXV    | 1991 | Vissefjärda              | 4-5 de maig     | Kurt Nicoll         | KTM             |
|         | 1992 | No es disputà            | No es disputà   | No es disputà       | No es disputà   |
| XXXVI   | 1993 | Västerås                 | 15-16 de maig   | Jorgen Nilsson      | Honda           |
|         |      | 1994-1995: No es disputà |                 |                     |                 |
| XXXVII  | 1996 | Saxtorp                  | 24-25 d'agost   | Jacky Martens       | Husqvarna       |
| XXXVIII | 1997 | Uddevalla                | 28-29 de juny   | Joël Smets          | Husaberg        |
| XXXIX   | 1998 | Västerås                 | 9-10 de maig    | Joël Smets          | Husaberg        |
| XL      | 1999 | Uddevalla                | 21-22 d'agost   | Joël Smets          | Husaberg        |
| XLI     | 2000 | Tibro                    | 10-11 de juny   | Joël Smets          | KTM             |
| XLII    | 2001 | Uddevalla                | 30j-1 de juliol | Stefan Everts       | Yamaha          |
| XLIII   | 2002 | Uddevalla                | 6-7 de juliol   | Stefan Everts       | Yamaha          |
| XLIV    | 2003 | Uddevalla                | 5-6 de juliol   | Joël Smets          | KTM             |

Notes
1. ↑  El 1958, el GP de Suècia de 500cc ho fou alhora de 250cc i puntuà per a la Copa d'Europa de la cilindrada. Aquesta taula reflecteix només els resultats de la categoria de 500cc/650cc.
2. ↑  Del 2001 al 2003, el GP de Suècia ho fou alhora de 125, 250 i 500cc, tot i que aquest darrer any els 250cc es conegueren com a Motocross GP i els 500cc com a 650cc. Aquesta taula reflecteix només els resultats de la categoria de 500cc/650cc.
3. ↑  El 2003, els 500cc es conegueren com a 650cc.

## Estadístiques
S'han considerat tots els resultats compresos entre el 1952 i el 2003.

### Guanyadors múltiples
| Pilot            | Victòries |
| ---------------- | --------- |
| Bill Nilsson     | 6         |
| Roger De Coster  | 4         |
| Jeff Smith       | 2         |
| Graham Noyce     | 2         |
| Håkan Carlqvist  | 2         |
| Kees Van Der Ven | 2         |
| Stefan Everts    | 2         |
| Joël Smets       | 2         |
| Jacky Martens    | 2         |

### Victòries per país
| País          | Victòries |
| ------------- | --------- |
| Suècia        | 15        |
| Bèlgica       | 15        |
| Regne Unit    | 9         |
| Països Baixos | 3         |
| Finlàndia     | 1         |
| França        | 1         |
| Total         | 44        |

### Victòries per marca
| Marca        | Victòries |
| ------------ | --------- |
| BSA          | 6         |
| Husqvarna    | 6         |
| KTM          | 6         |
| Yamaha       | 6         |
| Suzuki       | 5         |
| Honda        | 5         |
| Husaberg     | 3         |
| Crescent-AJS | 2         |
| Monark       | 1         |
| Lindström    | 1         |
| Hedlund      | 1         |
| Saroléa      | 1         |
| ČZ           | 1         |
| Total        | 44        |